# Varinfroy
Varinfroy – miejscowość i gmina we Francji, w regionie Hauts-de-France, w departamencie Oise.
Według danych na rok 1999 gminę zamieszkiwały 252 osoby, a gęstość zaludnienia wynosiła 85 osób/km² (wśród 2293 gmin Pikardii Varinfroy plasuje się na 765. miejscu pod względem liczby ludności, natomiast pod względem powierzchni na miejscu 1058.).